# Иван Глухчев
Иван Георгиев Глухчев е бивш български футболист, централен защитник и треньор. Играл е за Чепинец (1960 – 1965) и Ботев (Пловдив) (1965 – 1974). Има 215 мача и 4 гола в А група. Участва в около 50 официални и приятелски международни срещи с 5 гола, около 80 контролни с 10 гола и 30 срещи с 3 гола за КСА. Шампион на България с отбора на „Ботев“ през 1967 г. Има 1 мач за А националния отбор, 1 мач за Б националния и 2 мача с 1 гол за младежкия национален отбор. „Майстор на спорта“ от 1974 г. За „Ботев“ има 6 мача в евротурнирите (2 за КЕШ и 4 за Купата на панаирните градове, сега Купа на УЕФА). Носител на Балканската клубна купа с „Ботев“ през 1972 г. След приключване на състезателната си дейност е старши треньор на „Ботев“ (1984 – 1989, вицешампион през 1986 и бронзов медалист през 1985, 1987 и 1988), Есперанс (Тунис), Марица, Локомотив (Пловдив) (май-септември 1998 г.), Пирин и аматьорския национален отбор.